# Hypomyces lithuanicus
Hypomyces lithuanicus är en svampart som beskrevs av Heinr.-Norm. 1969. Hypomyces lithuanicus ingår i släktet Hypomyces och familjen Hypocreaceae.   Inga underarter finns listade i Catalogue of Life.